# Berta Wilhelmson
Albertina "Berta" Wilhelmson, född Kerfstedt den 2 juli 1869 i Hudiksvall, död den 14 oktober 1965 i Stockholm, var en svensk målare och teckningslärare. 

## Biografi
Wilhelmson var dotter till Johannes Kerfstedt och Charlotte Nordien och från 1901 gift med Carl Wilhelmson. Hon examinerades som teckningslärarinna vid Tekniska skolan i Stockholm 1892 och antogs som en av de första kvinnliga eleverna på Konstnärsförbundets målarskola i Stockholm 1894. Hon studerade miniatyrmålning för Fanny Hjelm i Stockholm och i Paris 1896–1897 för Gabrielle Debillemont-Chardon samt vid akademierna Delecluse och Aman-Jean, och under några sommarmånader målade hon hos Anders Zorn i Mora. Hon antogs vid Valands konstskola i Göteborg 1898 och fick då Carl Wilhelmson som lärare. Under åren 1896–1910 var Carl Wilhelmson föreståndare för Valands målarskola. Läraren och eleven fattade tycke för varandra och de gifte sig 1901. Dessutom bedrev hon [självstudier och målarresor under resor till Paris 1905, 1931 och årligen 1935–1938. När familjen Wilhelmson slagit sig ned i Stockholm 1910 arbetade hon som teckningslärare vid Åhlinska skolan åren 1910–1915. År 1925 blev Carl Wilhelmson professor vid Konstakademien i Stockholm och Berta kallade sig då gärna "professorskan". Berta och Carl Wilhelmson fick två döttrar, Inger, gift Nordenfelt samt Ana Wilhelmson-Lagerman.

## Verk
Av hennes konst har små miniatyrporträtt målade på elfenben och pergament blivit uppmärksammade som regel målade efter levande modell. Formaten varierar från en kvadratcentimeter till en kvadratdecimeter. Förutom familjemedlemmar, porträtterade hon en rad kungligheter, konstnärskolleger, ärkebiskopen Nathan Söderblom, riksmarskalken Birger Ekeberg och skådespelaren Mistinguett. När hon gifte sig tvingades hon sluta måla, men tog upp måleriet igen efter att maken gått bort 1928. Hon överlevde sin make med 37 år och avled 1965 vid 96 års ålder. Separat ställde hon ut ett flertal gånger på Olsens konstsalong i Göteborg och på Fritzes hovbokhandel i Stockholm 1956. Tillsammans med Elisabeth Barnekow, Hilda Heyman och Ida Thoresen ställde hon ut i Stockholm 1921. Hon medverkade i ett flertal utställningar utomlands bland annat Society of Women Artists i London 1924, Royal Institute Galleries i London 1931, Société Nationale des Beaux-Arts i Paris 1931, Société des Artistes Français i Paris 1937 och 1938. I Sverige medverkade hon i Föreningen Svenska Konstnärinnors utställningar på Konstakademien 1911 och 1917 och tillsammans med sin man och några av hans elever ställde hon ut på Liljevalchs konsthall 1922. Hon var representerad vid en minnesutställning med Carl Wilhelsons och några av hans elevers konst på Lyceumklubben i Stockholm 1951. Wilhelmson är representerad vid Nationalmuseum, Waldemarsudde, Bernadottemuseet på Kungliga slottet, Bohusläns museum, Zornmuseet i Mora och Göteborgs museum.